# Cláusula de proteção igualitária
A Cláusula de Igualdade de Proteção faz parte da primeira seção da Décima Quarta Emenda à Constituição dos Estados Unidos. A cláusula, que entrou em vigor em 1868, estabelece que "nenhum Estado...negará a qualquer pessoa dentro de sua jurisdição a igual proteção das leis". Ele exige que indivíduos em situações semelhantes sejam tratados igualmente pela lei.